# Le Vast
 Le Vast  es una población y comuna francesa, situada en la región de Baja Normandía, departamento de Mancha, en el distrito de Cherbourg-Octeville y cantón de Saint-Pierre-Église.

## Demografía
| 411 | 382 | 313 | 331 | 294 | 298 |
| Para los censos de 1962 a 1999 la población legal corresponde a la población sin duplicidades (Fuente: INSEE [Consultar]) |     |     |     |     |     |